# إشعاع الجسم الأسود

كلما انخفضت درجة الحرارة ، فإن القمة الخاصة بمنحى الإشعاع للجسم الأسود يتحرك إلى شدة أقل وطول موجي أطول. إذا مجددا زيادة في الطول الموجي ونقصان في الشدة الخاصة بالإشعاع. رسم الإشعاع الخاص بالجسم الأسود هنا مقارن بالنموذج الكلاسيكي للعالمان الشهيران رايلي وجينز ومواكب لقانون رايلي-جينس

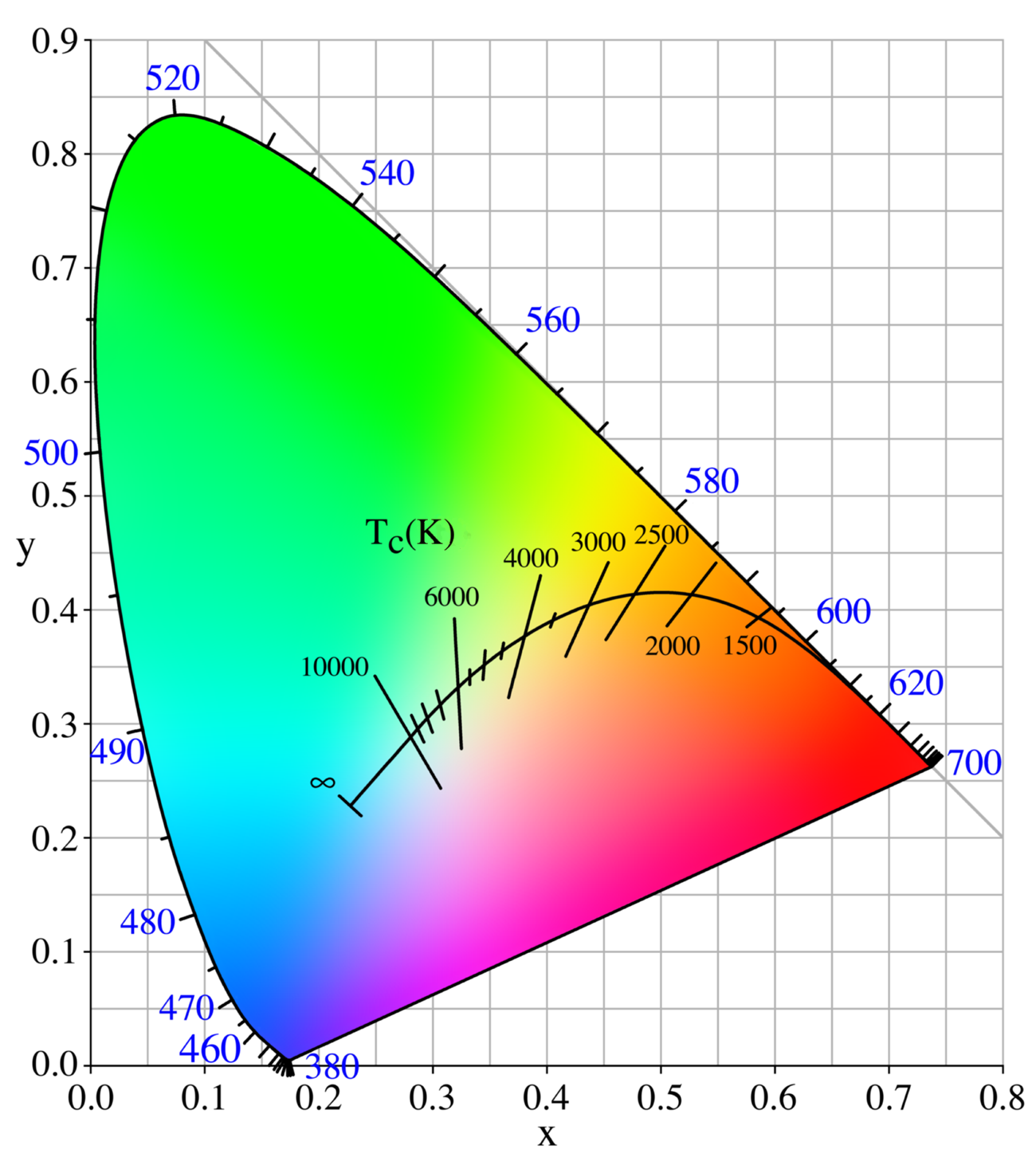
هذا اللون (لونية) الخاص بإشعاع الجسم الأسود يعتمد على حرارة هذا الجسم الأسود؛ الـمحل هندسي لهذه الألوان موضح هنا في الفضاء اللوني سي آي إي 1931 والذي يعرف أيضا بالمحل الهندسي لبلانك (https://en.wikipedia.org/wiki/Planckian_locus)

إشعاع الجسم الأسود هو نوع من أنواع الإشعاع الكهرومغناطيسي من داخل الجسم أو من خلال الإحاطة بجسم في حالة توازن حراري أو توازن ترموديناميكي أو أن هذا الإشعاع انطلق من جسم أسود (غير نافذ وغير قابل لعكس الإشعاعات الموجهة إليه) من خلال عملية تكون فيه الحرارة ثابتة ومنتظمة. وإن هذا الإشعاع لديه مدى محدد من الطيف والشدة والتي تعتمد فقط على حرارة هذا الجسم.
إن الإشعاع الحراري المنبعث تلقائيا من خلال العديد من الأجسام العادية يمكن اعتباره وكأنه إشعاع كإشعاع الجسم الأسود. وهو عبارة عن تطويق مغلق بإحكام والذي يمكنه في حالة الاتزان الحراري الداخلي احتواءه على اشعاع الجسم الأسود والذي من خلاله تنبعث منه الإشعاعات من خلال فجوة في جداره بحيث تكون الفجوة صغيرة بالقدر الكافي الذي يحافظ على الاتزان داخل هذا الجسم.
إن الجسم الأسود في درجة حرارة الغرفة العادية يظهر أسوداً كأغلب الطاقات التي تشع على شكل موجات تحت الحمراء ولكن لا يمكن إدراكها بالعين المجردة للإنسان. لأن العين المجردة للإنسان لا يمكنها إدراك الألوان ذات شدة الإضاءة المنخفضة. إن الجسم الأسود يُرى في الظلام عند درجات حرارة معينة يمكن من خلالها أن يكون مرئياً وظاهراً وواضحاً لعين الإنسان المجردة كي تدركه. إنه يرى في بداية الأمر بلونه الرمادي (ولكن هذا لأن عين الإنسان المجردة حساسة فقط للونين الأبيض والأسود عند الشدد الضوئية المنخفضة). في الحقيقة، تردد الضوء كي يكون في النطاق المرئي لعين الإنسان يبقى أحمراً. وعلى الرغم من أن الشدة الضوئية تكون ضعيفة ومنخفضة جداً كي يتم اعتبارها على أنها حمراء. وحتى أن الطيف الفيزيائي تظهر قمته في مجال الأشعة تحت الحمراء. عندما تزداد درجة حرارة الجسم الأسود شيئاً فشيئاً فإنه يظهر بلون أحمر باهت. وكلما زادت درجة حرارة أكثر ظهر بشكله النهائي في لون جلي ومتألق بالأبيض الزرقاوي كما هو موضح بالشكل الموجود أسفل النص في نطاق طيف الجسم الأسود.
وعلى الرغم من أن الكواكب والنجوم ليست في حالة إتزان حراري مع المحيط المجاور لها وليست أيضاً أجسام سوداء تماماً، إلا أن اشعاع الجسم الأسود يستخدم كتقريب أولي للطاقة التي تنبعث منهما. إن الثقوب السوداء تعتبر أجسام سوداء تامة من خلال امتصاصها كل الإشعاعات الساقطة عليهم. وقد طرح في الاعتبار كونه اشعاع لجسم أسود سمي باسم إشعاع هوكينغ وهو عبارة عن إشعاع حراري تتنبأ الفيزياء بأنه يصدر عن الثقوب السوداء نتيجة لظواهر كمومية. سمي هذا الإشعاع نسبة لستيفن هوكينج الذي برهن نظرياً على وجود هذه الإشعاعات سنة 1974. وأحياناً أيضاً تنسب إلى يعقوب بيكينشتاين الذي تنبأ بأن الثقوب السوداء لها حرارة واعتلاج محدودة وليست صفراً. ويعتقد إلى أن إشعاع هوكينغ هو ما يتسبب في تقلص الثقوب السوداء واضمحلالها. هذا الإشعاع بدرجة حرارة تتناسب مع كتلة الثقب الأسود نفسه.
إن مصطلح الجسم الأسود تم تقديمه بواسطة العالم غوستاف روبرت كيرشهوف في عام 1860. عندما تم استخدامه كصفة مركبة. هذا المصطلح كُتب كأنه موصول بواصلة أو مرتبط بشيء ما. كمثال على ذلك إشعاع الجسم الأسود. ويعرف إشعاع الجسم الأسود أيضاً بالإشعاع الكامل أو إشعاع درجة الحرارة أو الإشعاع الحراري.

## الطيف
إن اشعاع الجسم الأسود يحتوي على خاصية مميزة ومستمرة ألا وهي الطيف الترددي ( طيف تردد ) والذي فقط يعتمد على حرارة الجسم. هذا الإشعاع أيضا يطلق عليه طيف بلانك (Planck spectrum) أو قانون بلانك. هذا الطيف يتميز بتردده المتخصص وحيث أن التردد يزداد بزيادة الحرارة ولهذا فإن في درجة حرارة الغرفة معظم الإشعاعات المنبعثة تكون في منطقة الأشعة تحت الحمراء من الطيف الكهرومغناطيسي (طيف كهرومغناطيسي). وكلما زادت درجة الحرارة بحوالي 500 درجة سيليزية، كلما انبعث من الجسم الأسود حزمة من الأشعة الضوئية المرئية لعين الإنسان المجردة. تُرى في الظلام، إن أول نور يصدر من الجسم الأسود يكون لونا رماديا مثل الشبح ويكون بشكل مرئي. ومع ارتفاع درجة الحرارة الشعاع الصادر يزداد وضوحا وتألقاً حتى ولو لم يكون المحيط ظالما كاحلا بل لو كان هناك ضوء خافت في المحيط يظهرالشعاع بشكل يمكن إداركه. اللون الأول الذي يظهر هو الأحمر الباهت ثم الأصفر ثم في النهاية يقع اللون الأبيض الزرقاوي مع ارتفاع درجة الحرارة. وعندما يظهر الجسم بشكله الأبيض التام يظهر جزء من الضوء على هيئة طاقة من اشعاع فوق بنفسجي (أشعة فوق بنفسجية). الشمس بدرجة حرارتها الفعالة (درجة الحرارة الفعالة) والتي تصل لحوالي 5800 درجة حرارة كلفينية تعتبر بمثابة جسم اسود تقريبا مع طيف من الإشعاع يصل للقمة عن مركز الشمس، ويكون لونه أصفر مع أخضر من الطيف المرئي ولكن في نفس الوقت مع طاقة هائلة من الإشعاع فوق البنفسجي.
إن اشعاع الجسم الأسود توفر مفهوما حول حالة التوازن الثيرمودايناميكي (توازن ترموديناميكي) مع اشعاع التجويف. لو كان لكل متسلسلة فوريير (هي طريقة تتيح كتابة أي دالة رياضية دورية في شكل متسلسلة أو مجموع من دوال الجيب وجيب التمام مضروب بمعامل معين.)  لإشعاع الإتزان في حالة تجويف فارغ تماماً مع جدران عاكسة تماما فتعتبر بمثابة درجة من الحرية لتبادل الطاقات وبالتالي بالنسبة إلى مبرهنة التوزع المتساوي للفيزياء التقليلدية أو الكلاسيكية (هي مبرهنة تقول أنه في حالة تواجد نظام في توازن حراري عند درجة حرارة معينة تمتلك كل درجة حرية نفس القدر من الطاقة)فإنه توجد كميات متساوية من الطاقة في كل نظام. ولأن هناك عدد لا نهائي من الأنظمة فهذا يعني وجود عدد لا نهائى من السعات الحرارية ( وهي قيمة تبين مدى قابلية جسم ما لتخزين الطاقة الحرارية. حيث ترمز C لقيمة الطاقة الحرارية Q التي يجب إمداد جسم أو نظام ما بها لرفع درجة حرارته درجة مئوية واحدة.) أي طاقات لا مجدودة عند أي درجة حرارة غير صفرية. وأيضا خلال الطيف غير الفيزيائي للإشعاع المنبعث والذي يتمدد من دون حدود مع زيادة التردد تلك المشكلة تسمى الكارثة فوق البنفسجية. وبالعكس من ذلك فمن خلال النظرية الكمية فإن أرقام الاحتلال (Occupation Numbers) للأنظمة المكممة. وعندما يحدث قطع للطيف عند الترددات العالية بالاتفاق مع المشاهدات التجريبية تحدث  تلك الكارثة الفوق بنفسجية.

## الشرح
إن كل المواد الباريون (باريون)  أو العادية «الثقيلة» تنبعث منها اشعاعات كهرومغناطيسية عندما تكون درجة حرارتها أعلى من الصفر المطلق. هذا الإشعاع يمثل تحول لطاقة الجسم الحرارية إلى طاقة كهرومغناطيسية ولهذا سميت باسم الإشعاع الحراري. إنها عملية تحدث من تلقاء نفسها للتوزيع الاشعاعي للانتروبيا (إنتروبيا)
وعلى العكس تماما فإن المواد العادية تمتص الإشعاع الكهرومغناطيسي إلى درجة ما. الجسم الذي يمتص كل الإشعاعات الساقطة عليه بأي طول موجي كان فإن هذا الجسم يسمى جسما أسودا. عندما يكون الجسم الأسود في درجة حرارة منتظمة، فإن إشعاعه يكون محددا بتوزيع يتناسب مع درجة حرارته. هذا الانبعاث يسمى اشعاع الجسم الأسود.
إن مفهوم الجسم الأسود هو عبارة عن حالة مثالية حيث أن الأجسام السوداء المثالية لا توجد في الطبيعة. الجرافيت والكربون الأسود ذات انبعاثية (emissivity)  مقدارها 0.95 وعلى الرغم من ذلك، هم يمثلون مواد سواد تقريبيه جيدة. تجريبيا، إشعاع الجسم الأسود يمكن الحصول عليه بشكل أدق وأفضل في الحالة المستقرة تماماً للـ steady state equilibrium radiation لأي تجويف داخل أي جسم صلب في درجة حرارة منتظمة ويشترط أن يكون كلياً شفاف وجزئيا فقط عاكس. إن صندوق مغلق من حوائط الجرافيت في درجة حرارة ثابتة مع وجود فجوة صغيرة في أحد أوجه الصندوق يمكنها إصدار تقريب دقيق عن الحالة المثالية لإشعاع الجسم الأسود المنبثق من تلك الفتحة. كما يمكنك أن تلاحظ هذا بالرسم الموجود أسفل النص.
إن إشعاع الجسم الأسود يمتلك توزيعا فريدا ومستقرا للشدة الإشعاعية والتي يمكنها أن تقاوم الاتزان الثيرمو حراري للتجويف. في حالة الاتزان، لكل تردد فإن الشدة الإشعاعية المنبعثة والمنعكسة من الجسم (والتي هي عبارة عن الكمية المحصلة للإشعاع المغادر للسطح والذي يسمى بالـطيف الإشعاعي (spectral radiance) يمكن تحديده منفردا بواسطة درجة حرارة الإتزان والتي لا تعتمد على شكل أو نوع المادة أو الشكل التركيبي للجسم. للجسم الأسود (الممتص المثالي للإشعاع) لا يوجد اشعاع منعكس ولهذا فإن الطيف الإشعاعي (spectral radiance) يكون بسبب الانبعاث الكلي. بالإضافة إلى ذلك، الجسم الأسود هو عبارة عن مبعث انتشاري حيث أن انبعاثة وانتشاره لا يتوقف على الاتجاة. وبالتالي، فإن اشعاع الجسم الأسود يمكن النظر إليه كإشعاع من جسم أسود عند اتزان حراري.
إشعاع الجسم الأسود يصبح ضوءاً منيرا ومرئيا لو كانت درجة الحرارة الخاصة بالجسم عالية بشكل كافٍ. نقطة درابر هي عبارة عن درجة الحرارة التي عندها تتوهج كل المواد الصلبة باللون الأحمر الخافت عند حوالي 798 درجة حرارة كلفينية. وعند درجة الحرارة 1000 كلفن، فإن أي فتحة صغيرة في جدران أي تجويف غير شفاف الجدران - يسمى في بعض الأحيان بالفرن - فإنها ترى من الخارج باللون الأحمر. وعند درجة حرارة 6000 كلفن، فإنها تبدو باللون الأبيض. أياً كانت نوع المادة المستخدمة في صناعة هذا الفرن أو حتى أياً كان تركيبه طالما أن الضوء الملقى عليه يتم امتصاصه بوساطة جدران هذا الفرن فإن ذلك يمثل بمثابة إشعاع الجسم الأسود التقريبي. ولهذا فإن اللون أو الطيف للضوء يكون فقط معتمدا على درجة حرارة هذا التجويف فقط. إن الشكل المرسوم بالأعلى وهو عبارة عن رسم لاعتماد كمية الطاقة داخل الفرن على وجدة الأحجام أو وحدة الترددات تسمى باسم منحنى الجسم الأسود. وكل منحنى يتم الحصول عليه بتغيير فقط درجات الحرارة.

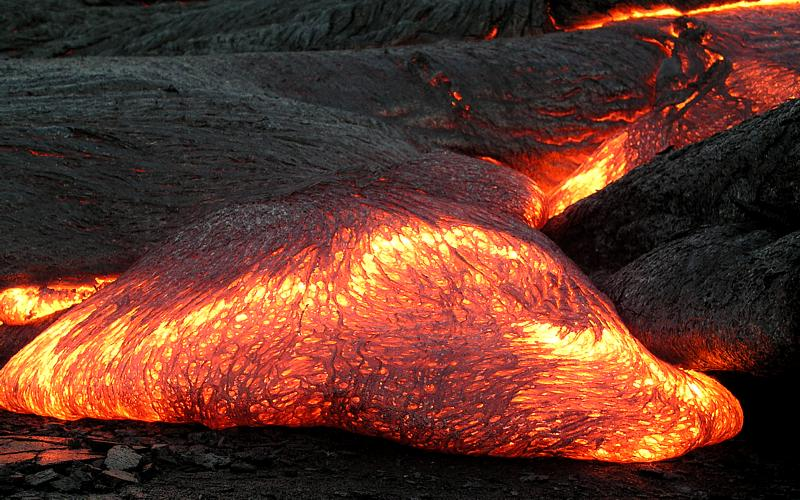
درجة حرارة الحممم البركانية التي تدفق من البراكين يمكن معرفتها فقط من خلال التعرف على لون الحمم نفسها. إن النتائج نفسها تكون صحيحة خلال مدى معين من درجات الحرارة من ألف درجة سيليزية وحتى ألف ومائتين. 1000 حتى 1200

كل جسمين في نفس درجة الحرارة يظلون في حالة اتزان حرارى متبادل ولهذا فإن الجسم عند درجة حرارة T والمحاط بسحابة من الضوء عند نفس درجة الحرارة T في المتوسط فإنه سوف يبعث بإشعاع مساوٍ للإشعاع الذي يمتصه، نسبة إلى مبدأ بريفوست للتبادل (Prevost's exchange principle) والتي تنص على الإتزان الإشعاعي. إن مبدأ الإتزان التفصيلي ( detailed balance) ينص على أنه في حالة الإتزان فإن كل عملية أساسية تعمل بالتساوي في الاتجاة الأمامي والإتجاة الخلفي. ولقد أوضح بريفست أيضا أن الانبعاث من أي جسم يتم حسابه بشكل منطقى منفردا باستخدام حالة الجسم الداخلية.  

صورة من عام 2012 للاشعاع الميكروييفي الأرضي الكوني (cosmic microwave background radiation) حول الكون.

مع الأسطح الغير سوداء، التغير في الأداء المثالي للجسم الأسود يمكن حسابه بواسطة شيئين أولهما: التكوين السطحي مثل الصلابة والتقسيمات والتركيب الكيميائي. في مستوى وحدة الأطوال الموجية، فإن الأجسام الحقيقية في حالات الإتزان الثيرموديناميكي المحلي تظل تتبع قانون كيهرشوف: الانبعاثية تساوي الامتصاصية ولهذا فإن أي جسم لا يمتص الضوء العادي سوف يبعث أقل اشعاع من اشعاع الجسم الأسود؛ ولهذا فإن عملية الامتصاص الغير كاملة يمكن أن تكون بسبب عدد من الضوء العرضي والذي تم ارسالة من خلال الجسم أو أنه تم اعكاسه عند سطح الجسم.
في علم الفلك، الأجسام مثل النجوم يتم اعتبارها بشكل مستمر على أنها أجسام سوداء، على الرغم من أن هذا التقارب غير دقيق. والتقريب الأدق لطيف الجسم الأسود المثالي تم استعراضة بواسطة cosmic microwave background radiation. إشعاع هوكينغ هو الإشعاع الافتراضي للجسم الأسود المنبعث من الثقوب السوداء وعند درجة حرارة تعتمد على الكتلة والشحنة ودوران الثقب. ولو أن هذا التنبأ صحيحا، فإن الثقوب السوداء تنكمش تدريجيا وتتبخر مع الوقت لأنها تفقد كتل مع الوقت بواسطة هذا الانبعاث من الفوتونات والجسيمات الأخرى.
الجسم الأسود يشع طاقة عند كل الترددات الموجية ولكن شدته تميل إلى أن تكون صفر بشكل سريع عند الترددات العالية والأطوال الموجية القصيرة. كمثال على ذلك، جسم أسود عند درجة حرارة الغرفة يعني 300 كلفن ولدية مساحة سطح تساوي واحد متر مربع سيبعث فوتون في المدى المرئي لعين الإنسان المجردة في نطاق (390–750 nm) في المعدل المتوسط أي فوتون واحد كل 41 ثانية، وهذا يعني في أغلب الحالات العملية فإن الجسم الأسود لا يبعث أشعة في المدى المرئي في أغلب الأوقات.

## معادلات رياضية

### قانون بلانك لإشعاع الجسم الأسود
ينص قانون بلانك على: 
{\displaystyle I(\nu ,T)={\frac {2h\nu ^{3}}{c^{2}}}{\frac {1}{e^{\frac {h\nu }{kT}}-1}}}
حيث ان:
الـ I هي عبارة عن الطاقة بوحدة الزمن أو الطاقة المشعة خلال وحدة المساحة من السطح المبعث في الاتجاة العمودي لوحدة الزاوية الصلبة (زاوية صلبة) في وحدة التردد للجسم الأسود عند درجة حرارة T والتي تعرف أيضا بالإشعاعية الطيفية: ثابت بلانك h  Planck constant; 
سرعة الضوء في الفراغ c  speed of light in a vacuum;
ثابت بولتزمان k  Boltzmann constant;
التردد للإشعاع الكهرومغناطيسي ν  frequency of the electromagnetic radiation
درجة الحرارة المطلقة للجسم T  absolute temperature of the body.

### قانون وينز للإزاحة
يوضح قانون فين للإزاحة كيفية أن الطيف لإشعاع الجسم الأسود عند أي درجة حرارة مرتبط بالطيف عند أي درجة حرارة. إذا تمكنا من معرفة شكل الطيف عند درجة حرارة واحدة فإننا يمكننا بسهولة معرفة الشكل عند أي درجة حرارة أخرى بواسطة هذا القانون. الشدة الطيفية يمكن التعبير عنها بواسطة دالة من الطول الموجي أو التردد.
نتيجة لقانون فين للإزاحة هو أن الطول الموجي عند الشدة في وحدة الطول الموجي للإشعاع الناتج بواسطة الجسم الأسود تصل إلى قيمتها العظمى هي دالة فقط في درجة الحرارة. 
{\displaystyle \lambda _{\max }={\frac {b}{T}}}
حيث أن b هو ثابت معروف قيمته ويعرف باسم ثابت فين للإزاحة وقيمته تساوي 2.897771955×10−3 m K.
قانون بلانك أيضا تم تعريفه بالأعلى على أنه دالة في التردد. الشدة العظمي لهذا يمكن الحصول عليها بواسطة: 
{\displaystyle \nu _{\max }=T\times 58.8\ \mathrm {GHz} \ \mathrm {K} ^{-1}}.

### قانون ستيفان - بولتزمان
ينص قانون ستيفان - بولتزمان على أن الطاقة المنبعثة في وحدة مساحة سطح الجسم الأسود هي مباشرة تتناسب مع درجة الحرارة المطلقة ذات الأس الرابع.
{\displaystyle j^{\star }=\sigma T^{4},}
حيث أن j* هي عبارة عن الطاقة الكلية المنبعثة في وحدة المساحة، وحيث أن T هي درجة الحرارة المطلقة  و σ هو ثابت ستيفن- بولتزمان.
σ = 5.67×10−8 W m−2 K−4 
وهنا يُتبع بتكامل I من خلال التردد والزاوية الصلبة.
{\displaystyle j^{\star }=\int _{0}^{\infty }d\nu \int d\Omega \cos \theta \cdot I(\nu ,T)}
القسم  {\displaystyle \cos \theta }  يظهر هنا حيث أنها تمثل الانبعاث عمودي الاتجاه على السطح ويتم تكامل الزاوية الصلبة من الصفر إلى 180 درجة خلال azimuth \phi
 ومنتصف المجال للزاوية القطبية  {\displaystyle \theta }
{\displaystyle \int d\Omega \cos \theta =\int _{0}^{2\pi }d\phi \int _{0}^{\pi /2}d\theta \sin \theta \cos \theta =\pi }
{\displaystyle I(\nu ,T)} هو مستقل ولا يعتمد على الزوايا ويمر خلال تكامل الزاوية الصلبة. وبإدخال قسمة {\displaystyle I(\nu ,T)} نصل إلى النتيجة النهائية:
{\displaystyle j^{\star }={2\pi (kT)^{4} \over c^{2}h^{3}}\int _{0}^{\infty }dx{x^{3} \over e^{x}-1}}
{\displaystyle x\equiv h\nu /kT} قيمته ليس لها أي وحدة، وهنا التكامل يظهر له قيمة تساوي  {\displaystyle \pi ^{4}/15} والتي تعطينا: 
{\displaystyle j^{\star }=\sigma T^{4},\sigma \equiv {2\pi ^{5} \over 15}{k^{4} \over c^{2}h^{3}}}

## اشعاع الجسم البشري
وكما أن الإنسان عبارة عن مادة كباقي المواد فإنه يصدر أيضا نوعا من الطاقة تلك الطاقة من خلال الأشعة تحت الحمراء.
إن الطاقة المحصلة المشعة عبارة عن الفرق بين الطاقة المنبعثة والطاقة الممتصة.
{\displaystyle P_{\mathrm {net} }=P_{\mathrm {emit} }-P_{\mathrm {absorb} }.\,}
وبتطبيق قانون ستيفن - بولتزمان كما بالأسفل: {\displaystyle P_{\rm {net}}=A\sigma \varepsilon \left(T^{4}-T_{0}^{4}\right).}
إن مساحة سطح شاب في المتوسط تساوي 2 متر مربع. والانبعاثية للبشرة وأغلب الملابس تقترب من الوحدة للأشعة المتوسطة والبعيدة تحت الحمراء. وهي نفسها في أغلب الأسطح الغير معدنية. إن درجة حرارة بشرة الإنسان 33 درجة سليزيوس ولكن الملابس تقلل درجة حرارة الأسطح إلى 28 درجة سليزية تقريبا ولأن درجة الحرارة الكامنة تساوي 20 درجة سيليزية. إذن، محصلة الفقد في الحرارة الإشعاعية تقريبا تساوي: 
{\displaystyle P_{\rm {net}}=100\ \mathrm {W} .}

## علاقة درجة حرارة الكوكب بالنجم الخاص به
إن قانون الجسم الأسود أيضا يمكن استخدامه في حساب درجة حرارة أي كوكب يدور حول الشمس.

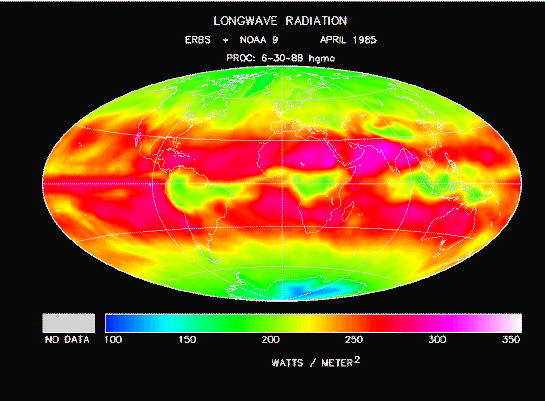
شدة الإشعاع الحراري للأرض من خلال السحب والغلاف الجوي والأرض

درجة الحرارة تلك تعتمد بشكل أساسي على عدة عوامل نتعرف عليها هنا:
- الإشعاع الساقط من النجم الخاص به.
- الإشعاع المنبعق من الكوكب نفسه (مثل وضاءة الأرض من خلال الأشعة تحت الحمراء.
- تأثير البياض أو الوضاءة ( وضاءة ) التي تسبب جزءا من الضوء ينعكس بواسطة الكوكب.
- تأثير ما يسمى بالبيت الزجاجي ( تأثير البيت الزجاجي )للكواكب مع غلافها الجوي.
- الطاقة الناتجة من الكوكب نفسه لعدة عوامل منها اضمحلال النشاط الإشعاعي ( اضمحلال نشاط إشعاعي ) والحرارة المدي جزرية ( https://en.wikipedia.org/wiki/Tidal_heating ) والاتفاقي الأديباتي من خلال التبريد.

هذا التحليل يركز فقط على تأثير حرارة الشمس على كوكب في نظام شمسي.
يعطينا قانون ستيفان-بولتزمان قدرة الشمس المشعة اجمالا:

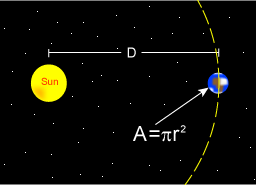
للأرض مساحة امتصاص مكافئة لقرص ثنائي الأبعاد بدلا من سطح كرة.

{\displaystyle P_{\rm {S\ emt}}=4\pi R_{\rm {S}}^{2}\sigma T_{\rm {S}}^{4}\qquad \qquad (1)}
حيث:{\displaystyle \sigma \,} ثابت ستيفن بولتزمان،
{\displaystyle T_{\rm {S}}\,} درجة الحرارة الفعلية للشمس و:{\displaystyle R_{\rm {S}}\,} نصف قطر الشمس.
تشع الشمس هذه القدرة في كل الاتجاهات وما يحصل عليه الكوكب بالتالي مجرد جزء صغير منها.
تعطى القدرة المنبعثة من الشمس نحو غلاف الكوكب بالعلاقة:
{\displaystyle P_{\rm {SE}}=P_{\rm {S\ emt}}\left({\frac {\pi R_{\rm {E}}^{2}}{4\pi D^{2}}}\right)\qquad \qquad (2)}
حيث:{\displaystyle R_{\rm {E}}\,} نصف قطر الكوكب:{\displaystyle D\,} is المسافة بين الشمس
تشع الشمس بدرجة كبير في نطاق الأشعة المرئية وفوق البنفسجية نظرا لدرجة حرارتها العالية.في هذا النطاق يعكس الكوكب جزء {\displaystyle \alpha } من هذه الطاقة حيث {\displaystyle \alpha } تمثل وضاءة أو انعكاسية الكوكب في النطاق المرئي إلى فوق البنفسجي. بعبارة أخرى يمتص الكوكب ما مقداره {\displaystyle 1-\alpha } ويعكس الباقي. بالتالي تصبح القدرة الممتصة بواسطة الكوكب:{\displaystyle P_{\rm {abs}}=(1-\alpha )\,P_{\rm {SE}}\qquad \qquad (3)}
على ال غم أن الكوكب يمتص مساحة دائرية
{\displaystyle \pi R^{2}}, فإنه يشع بشكل متماثل في كل الاتجاهات. وإن كان الكوكب جسم أسود مثالي فإنه سيشع وفقا لقانون ستيفان بولتزمان
{\displaystyle P_{\rm {emt\,bb}}=4\pi R_{\rm {E}}^{2}\sigma T_{\rm {E}}^{4}\qquad \qquad (4)}
حيث {\displaystyle T_{\rm {E}}} is درجة حرارة الكوكب. بوضع {\displaystyle P_{\rm {abs}}=P_{\rm {emt\,bb}}}, وهذه تعرف بدرجة الحرارة الفعالة. درجة الحرارة الحقيقية قد تختلف اعتمادا على سطح الكوكب وخواص غلافه. بإهمال تأثير البيت الزجاجي والغلاف الجوي بما أن درجة حرارته منخفضة بالمقارنة بالشمس فإنه يشع غالبا في النطاق تحت الأحمر.
في هذا النطاق الترددي يشع الكوكب {\displaystyle {\overline {\epsilon }}} مم يشعه الجسم الأسود حيث {\displaystyle {\overline {\epsilon }}} ترمز لمتوسط الاشعاعية في النطاق تحت الأحمر IR range. تكون القدرة التي يشعها الكوكب بالتالي:
{\displaystyle P_{\rm {emt}}={\overline {\epsilon }}\,P_{\rm {emt\,bb}}\qquad \qquad (5)}
عند الاتزان الحراري مع المحيط يكون معدل الطاقة التي يشعها الجسم مساويا لنعدل الطاقة الممتصة:

{\displaystyle P_{\rm {abs}}=P_{\rm {emt}}\qquad \qquad (6)}
بتعويض العلاقات في المعادلات 1-6 وتبسيطها نحصل على درجة حرارة الكوكب المتوقعة (بإهمال تأثير البيت الزجاجي) TP:
{\displaystyle T_{P}=T_{S}{\sqrt {\frac {R_{S}{\sqrt {\frac {1-\alpha }{\overline {\varepsilon }}}}}{2D}}}\qquad \qquad (7)}
لاحظ أنه في حال كرة رمادية (طيف مسطح) يكون {\displaystyle ({1-\alpha })={\overline {\varepsilon }}} comes to the same temperature as a black body no matter how dark or light gray .

### درجة حرارة الأرض الفعلية
بتعويض القيم المقاسة للشمس والأرض نحصل على:
{\displaystyle T_{\rm {S}}=5778\ \mathrm {K} ,}
{\displaystyle R_{\rm {S}}=6.96\times 10^{8}\ \mathrm {m} ,}
{\displaystyle D=1.496\times 10^{11}\ \mathrm {m} ,}
{\displaystyle \alpha =0.306\ }
بافتراض اشعاعية متوسطة y {\displaystyle {\overline {\varepsilon }}} مساوية للوحدة تصبح درجة الحرارة الفعالة للأرض:
{\displaystyle T_{\rm {E}}=254.356\ \mathrm {K} }
أو −18.8 °C.
هذه هي درجة حرارة الأرض إن افترضناها جسم أسود مثالي ولكن في الواقع فدرجة الحرارة تكون أعلى من ذلك لعوامل عديدة منها تأثير البيت الزجاجي وتغير الوضاءة
).

## علم الكون
إشعاع الخلفية الكونية الميكروي هو أفضل أشعة جسم أسود تمت ملاحظتها في الطبيعة ضمن درجة حرارة تبلغ نحو 2.7 كلفن. وتعتبر صورة تمثل الإشعاع في وقت الانفصال بين المادة والإشعاع في الكون البدائي. كانت معظم المواد في الكون قبل ذلك الوقت على شكل بلازما مؤينة متوازنة حراريًا مع الإشعاع.
وفقًا لكونديبودي وبريجوجين: تظهر عند درجات الحرارة المرتفعة جدًا (أعلى من 10^10 كلفن حيث وجدت درجات الحرارة هذه في بدايات الكون المبكرة) أزواج إلكترون - بوزيترون حيث تفصل الحركة الحرارية البروتونات عن النيوترونات على الرغم من القوى النووية القوية وتعود لتختفي تلقائيًا وتكون بحالة توازن حراري مع الإشعاع الكهرومغناطيسي. تشكل هذه الجزيئات جزءًا من طيف الجسم الأسود بالإضافة إلى الإشعاع الكهرومغناطيسي.

## تأثير دوبلر لجسم أسود متحرك
يتسبب تأثير دوبلر النسبي في حدوث تغير في التردد f للضوء الناشئ عن مصدر يتحرك بالنسبة للمراقب، بحيث لوحظ أن الموجة تملك تردد f':
{\displaystyle f'=f{\frac {1-{\frac {v}{c}}\cos \theta }{\sqrt {1-v^{2}/c^{2}}}},}
حيث v هي سرعة المصدر بالنسبة لحركة المراقب، θ هي الزاوية بين متجه السرعة واتجاه المراقب المقاس وفقًا للإطار المرجعي للمصدر، c هي سرعة الضوء. يمكن التبسيط في الحالات الخاصة للأجسام التي تتحرك مباشرة نحو المراقب حيث (θ = π) أو بعيدا عنه (θ = 0) بسرعة أقل بكثير من سرعة الضوء.
يرتبط طيف درجة حرارة الجسم الأسود نسبيًا بتردد الضوء بحسب قانون بلانك وقد يستبدل المرء درجة الحرارة (T) للتردد في هذه المعادلة.
وتصبح المعادلة بالنسبة لحالة مصدر يتحرك مباشرة نحو المراقب أو بعيدًا عنه كالتالي:
{\displaystyle T'=T{\sqrt {\frac {c-v}{c+v}}}.}
تشير V > 0 هنا إلى ابتعاد المصدر و V < 0 إلى اقترابه.
يعتبر هذا تأثير مهم في علم الفلك حيث يمكن أن تصل سرعات النجوم والمجرات إلى نسب كبيرة من سرعة الضوء. عُثر على مثال على ذلك في إشعاع الخلفية الكونية الميكروي والذي يُظهر تباين ثنائي القطب لحركة الأرض بالنسبة إلى مجال إشعاع الجسم الأسود.

## التاريخ

### بلفور ستيوارت
وصف بلفور ستيوارت في عام 1858 تجاربه على الانبعاثات الإشعاعية الحرارية وقوى الامتصاص لصفائح مواد مختلفة مقارنة مع قوى الأسطح السوداء في نفس درجة الحرارة. اختار ستيوارت الأسطح ذات اللون الأسود كمرجع له بسبب العديد من نتائج التجارب السابقة وخاصة تلك التي توصل إليها بيير بريفوست وجون ليزلي. وكتب: «السطح الأسود هو الذي يمتص كل الأشعة التي تسلط عليه حيث يمتلك أكبر قدرة امتصاص ممكنة، وبالتالي يمتلك أيضًا أكبر قدرة إشعاع ممكنة.» فشل ستيوارت كمؤدي تجارب أكثر من فشله كمفكر لأن نتائجه تفترض مسبقًا وجود مبدأ عام مجرد يفترض بشكل نظري أو حقيقي وجود أسطح تملك نفس القوة العالمية الفريدة لأكبر قدر ممكن من الامتصاص لقوة الإشعاع تبعًا لكل طول موجي ودرجة حرارة.
قاس ستيوارت القدرة الاشعاعية باستخدام العمود الحراري ومقياس الجلفانومتر الحساس. كان ستيوارت مهتمًا بإشعاع حراري محدد، ودرسه من خلال لوحات من المواد التي تشع وتمتص أنواع معينة من الإشعاع بدلاً من دراسة الحد الأقصى لجميع صفات الإشعاع. وناقش التجارب من حيث الأشعة التي يمكن أن تنعكس وتنكسر والتي تتبع مبدأ ستوكس - هيلمهولتز (على الرغم من أنه لم يستخدم اسم مستعار لذلك). لم يذكر في هذه الورقة أن صفات الأشعة قد تُمثل من خلال أطوال موجاتها، كما أنه لم يستخدم أجهزة تحليل طيفية مثل الاستبانة الطيفية. كان عمله محصورا ضمن هذه القيود. وقد أجرى قياساته في درجة حرارة الغرفة. أكدت نتائجه أن المواد التي تنبعث منها الإشعاعات وتمتصها بشكل انتقائي تتبع مبدأ المساواة الانتقائية للانبعاثات والامتصاص عند التوازن الحراري.
قدم ستيوارت دليلًا نظريًا على صحة نتائجه لكل نوع مختار من الإشعاع الحراري، لكن حساباته الرياضية لم تكن صحيحة بشكل كامل. لم يشر إلى الديناميكا الحرارية في هذه الورقة، على الرغم من أنه أشار إلى الحفاظ على القوة الحية.

### غوستاف كيرشوف
طرح غوستاف روبرت كيرشوف في عام 1859 (دون معرفته بأعمال ستيوارت) تقريرا عن توافق الأطوال الموجية لخطوط الامتصاص الطيفية وانبعاث الضوء المرئي. لاحظ أيضًا امرًا مهمًا في الفيزياء الحرارية وهو أن الخطوط الساطعة أو الخطوط المظلمة كانت واضحة اعتمادًا على اختلاف درجة الحرارة بين مصدر الموجات ومادة الامتصاص.
ثم تابع كيرشوف دراسة بعض الاجسام التي تصدر الأشعة الحرارية وتمتصها ضمن حالة توازن عند درجة حرارة T.
تختلف الرموز المستخدمة هنا عن الرموز التي استخدمها كيرشوف. تشير قوة الانبعاث E(T, i) إلى كمية ذات أبعاد، ويشار إلى الإشعاع الكلي المنبعث من الجسم بالمؤشر i عند درجة الحرارة T. ولا تكون نسبة الامتصاص الكلية a(T, i) لذلك الجسم ذات أبعاد، وهي تمثل نسبة الإشعاع الممتص إلى الإشعاع الصادر في درجة حرارة T. (وعلى عكس تعريف بلفور ستيوارت لم يشر تعريف كيرشوف لنسبة الامتصاص بشكل واضح إلى السطح الأسود كمصدر للإشعاع.) وبالتالي فإن النسبة E(T, i) / a(T, i) أي نسبة قدرة الإشعاع إلى الامتصاص هي كمية ذات أبعاد لأن قدرة الإشعاع تملك ابعاد أما a(T, i) غير بعدية. يُشار إلى قدرة الإشعاع الخاصة بالطول الموجي للجسم عند درجة الحرارة T بـ E(λ, T, i) ونسبة الامتصاص الخاصة بطول الموجة بـ a(λ, T, i). وتكون النسبة E(λ, T, i) / a(λ, T, i) التي تمثل نسبة الطاقة الصادرة إلى نسبة الامتصاص هي كمية ذات أبعاد، لان قدرة الإشعاع ذات ابعاد.
أعلن كيرشوف في تقرير ثان صدر في عام 1859 عن مبدأ أو قانون عام جديد قدم دليلًا نظريًا ورياضيًا رغم أنه لم يقدم قياسات كميّة للقوى الإشعاعية. [56] كان برهانه النظري ولا زال يعتبر غير صالح. His theoretical proof was and still is considered by some writers to be invalid. ومع ذلك فقد صمد مبدأه الذي يقول: أنه بالنسبة إلى الأشعة الحرارية التي تملك نفس الطول الموجي ضمن حالة توازن عند درجة حرارة معينة فإن النسبة الخاصة بطول الموجة لقدرة الإشعاع إلى الامتصاص تملك قيمة واحدة وهي نفس القيمة المشتركة لجميع الأجسام التي تصدرها وتمتصها في هذا الطول الموجي. في الرموز: ينص القانون على أن نسبة الطول الموجي المحددة E(λ, T, i) / a(λ, T, i) لها قيمة واحدة لجميع الاجسام، أي بالنسبة لجميع قيم المعامل i. لم يذكر الأجسام السوداء في هذا التقرير.
أشار كيرشوف في عام 1860 ورغم عدم معرفته بنتائج ستيوارت لبعض الصفات المختارة من الإشعاع إلى إثباته منذ فترة طويلة تجريبيا أنه بالنسبة للإشعاع الحراري الكامل: تصدر وتمتص من قبل جسم في حالة توازن، وتملك نسبة الإشعاع الكلية البعيدة E(T, i) / a(T, i) نفس القيمة المشتركة لجميع الأجسام وهي تقابل كل قيمة من عامل المادة i. قدم كيرشوف بعد ذلك اثباتا نظريا جديدا (بدون قياسات القوى الإشعاعية أو غيرها من البيانات التجريبية الجديدة) لمبدئه الجديد المتمثل في تعميم قيمة النسبة المحددة لطول الموجة E(λ, T, i) / a(λ, T, i) في التوازن الحراري. لا يزال بعض العلماء يعتبرون برهانه النظري الجديد غير صالح.
لكن الأهم من ذلك أنها اعتمدت على نظرية جديدة تخص (الأجسام السوداء بشكل تام) وهذا هو السبب الذي يجعل العلماء تتحدث عن قانون كيرشوف. أظهرت هذه الأجسام السوداء امتصاصًا كاملاً في سطحها الرقيق للغاية. وأنها تماثل اجسام بلفور ستيوارت المرجعية ذات الإشعاع الداخلي المغلفة بجسم أسود. لم تكن هذه الأجسام السوداء هي الاجسام ذاتها التي درسها بلانك لاحقًا. تصدر أجسام بلانك السوداء وتمتص اشعاعات المواد الموجودة في داخلها فقط، كانت علاقتها مع المواد المجاورة لها رياضية فقط حيث كانت غير قادرة على امتصاص أو إصدار الاشعاعات انما فقط عكس الاشعاعات مع انكسارها.